# Факия Тугузбаева
Факия Хадиевна Тугузбаева (на башкирски: Факиһа Туғыҙбаева) е башкирска журналистка, поетеса и писателка, авторка на произведения в жанровете лирика и детска литература, народен поет на Република Башкортостан.

## Биография и творчество
Факия Тугузбаева е родена на 1 януари 1950 г. в с. Малие Канли, Буздякски окръг на Башкирската автономна съветска социалистическа република, РСФСР, СССР. Завършва Филологическия факултет на Башкирския държавен университет през 1972 г.
След дипломирането си работи като литературен сътрудник на вестник „Башкортостан пионеры“. В периода 1979 – 1989 г. работи в сп. „Пионер“. В периода 1990 – 2010 г. е беше главен редактор на списание „Акбузат“.
Започва да пише поезия през 1970-те години. Първата ѝ стихосбирка „Мәк ялҡыны“ („Маков пламък“) е през 1980 г. Стихосбирката ѝ „Хляб и сол“ е издадена на руски език през 1989 г.
Авторка е на книгите „Күҙ ҡараhы“ („Зеница на окото“), „Йондоҙҙар асам“ („Отключвам звездите“), „Сәғәт моңо“ („Мелодията на часовника“) и „Фатихамды бирәм hиңә“ („Благославям те“).
Творбите ѝ са пропити с идеята за духовното възраждане на башкирския народ. Нейните стихотворения „Tәүbә“ („Покаяние“) и „Ҡыңғырау“ („Камбаната“) са посветени на поета, борец за свобода на башкирския народ Шайхзада Бабич. Стихотворението ѝ „Хөкөм көнө“ („Съдният ден“) поставя остри въпроси на настоящето.
Авторка е на разкази и приказки за деца „Шаҡмаҡлы дәфтәр“ („Бележник в клетка“), „Yaңy kuldәk“ („Новата рокля“), на сборника със стихотворения „Ялан сәскәләре“ („Цветя на поляната“).
Нейните произведения са характерни с тяхната философска насоченост, лиричност, образност и богатство на езика.
За творчеството си е удостоена през 1985 г. с Държавната награда на Република Башкортостан „Салават Юлаев“ (на името на националния герой на Башкортостан Салават Юлаев). През 1992 г. получава званието „Заслужил работник на културата на Република Башкортостан“, а през 2000 г. – на Руската федерация. Удостоена е с литературната награда „Рами Гарипов“ (на името на башкирския поет Рами Гарипов). През 2014 г. ѝ е присъдено званието „Народен поет на Република Башкортостан“.
Член е на Съюза на писателите на Република Башкортостан и на Съюза на писателите на Руската федерация.
Факия Тугузбаева живее със семейството си в Уфа, където умира на 20 март 2021 г.

## Произведения
- Мәк ялҡыны (1980)
- Шаҡмаҡлы дәфтәр (1981)
- Яңы күлдәк (1983)
- Күҙ ҡараһы (1984)
- Йондоҙ асам (1987)
- Хлеб да соль (1989)
- Сәғәт моңо (1991)
- Фатихамды бирәм һиңә (1994)
- Болонда уйнай сәскәләр (1995)
- Камень счастья: Стихи (1998)
- Минең ҡошом – Һомай (2000)
- Алтын асҡыс – бүләккә!: Шиғырҙар, әкиәттәр, хикәйәләр (2004)
- Ваҡыт тамғалары: Шиғырҙар (2008)